# 趙娥

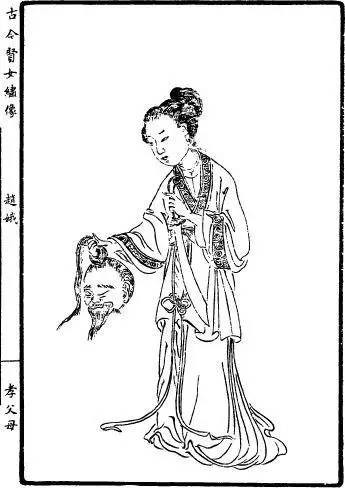
趙娥

趙 娥（ちょう が、生没年不詳）は、中国後漢の人物。父は趙安。龐子夏（子夏は字）の妻。子は龐淯。皇甫謐の列女伝では龐娥親とされている。
父が同じ県の李寿に殺されたため、趙娥たち兄弟・姉妹は皆で復讐をしようと考えたが、次々に亡くなってしまった。李寿は自分の命を狙う者がいなくなったと喜んだという。しかし、その様子を龐淯から聞いた趙娥は己の手で復讐をすることを誓った。その後、名剣を買って夜な夜な剣を砥ぐようになったが、周囲の人々から馬鹿にされた。しかし趙娥は周囲の非難に屈せず、179年2月の白昼に李寿と遭遇した際、見事にこれを討ち取ってみせた。趙娥は李寿の首を持ってすぐに自首したが、全く裁かれなかった。このため、法を曲げずに罰するよう頻りに訴えたが、拒絶され強制的に家へ帰された。彼女の功績は称賛され、その列女ぶりを讃えて村の門には石碑が建てられたという。